# Norrbomia singusta
Norrbomia singusta är en tvåvingeart som beskrevs av Marshall och Allen L.Norrbom 1992. Norrbomia singusta ingår i släktet Norrbomia och familjen hoppflugor.
Artens utbredningsområde är Saskatchewan. Inga underarter finns listade i Catalogue of Life.